# Kurt Hutterli
Kurt Hutterli (* 18. August 1944 in Bern) ist ein Schweizer Schriftsteller.

## Leben
Kurt Hutterli ist in Bern aufgewachsen und hat sich an der Universität Bern zum Sekundarlehrer ausbilden lassen. 1996 wanderte er nach British Columbia in Kanada aus. Er ist heute schweizerisch-kanadischer Doppelbürger. Als Schriftsteller verfasste er ab 1962 Prosa und Lyrik, später auch Theaterstücke und Hörspiele für das Radio. 1985/86 war er Hausautor an der Abteilung Schauspiel des Konservatoriums für Musik + Theater Bern. Er ist der Bruder des Bühnenbildners Werner Hutterli.

## Werke

### Prosa
- Die Gottesmaschine. Erzählung. Clou, Egnach 1962
- Tal der Hundert Täler. Erzählung. Haupt (Jahrring 1963), Bern 1963
  - Überarbeitete Neuausgabe als: Die Centovalli. Haupt (Schweizer Heimatbücher 161/162), Bern 1973
- Krux. Eine Betrachtung über das Leben des Irren sowie des Ich-Buch und des Du-Buch desselben. Erzählung. Clou, Egnach 1964
- Herzgrün. Ein Schweizer Soldatenbuch. Zytglogge, Gümligen 1974
- Felsengleich. Ein fiktiver Tagungsbericht. Zytglogge, Gümligen 1976
- Die Faltsche. Gute Schriften, Bern 1977
- Elchspur. Roman. Zytglogge, Gümligen 1986
- Baccalà. Kriminalgeschichten. Erpf, Bern 1989
- Gaunerblut. Das Leben des Ein- und Ausbrecherkönigs Bernhart Matter. Limmat, Zürich 1990
- Mir kommt kein Tier ins Haus. Jugendbuch. Aare, Solothurn 1991
- Die sanfte Piratin. Jugendbuch. Sauerländer, Aarau 1994
- Das Centovalli-Brautgeschenk. Roman. Im Waldgut, Frauenfeld 2004
- Der Salon der Witwe Rusca. Erzählung. Elgg, Belp 2008

### Lyrik
- Blätter zur Acht. Lyrik. Steinklopfer, Egnach 1963
- Aber. Prosagedichte. Zytglogge, Gümligen 1972
- Ein Hausmann. Lyrik und Kurzprosa. Sauerländer, Aarau 1980
- Finnlandisiert. Gedichte in Prosa. Sauerländer, Aarau 1982
- Stachelflieder. Gedichte in Prosa. Erpf, Bern 1991
- Katzensprung. Bottmingen 1993
- Al Campo. Tessin-Gedichte. Mit Originalradierungen von Paul Freiburghaus. Privatdruck, Oberdiessbach 1999
- Das Museumsgespenst (deutsch/berndeutsch). Elgg, Belp 2012

### Theaterstücke

#### Für Kinder und Jugendliche
- Die Erziehung des Kronprinzen Otto. Sauerländer, Aarau 1977
- Das Matterköpfen. Sauerländer, Aarau 1978
- Kreuzkinder. Sauerländer, Aarau 1978
- Ghiga. Sauerländer, Aarau 1981
- Ali Sultanssohn. Ein Märchenspiel in 13 Szenen. Sauerländer, Aarau 1984
- Romea und Julio. Sauerländer, Aarau 1986
- Happy Holidays. Elgg, Belp 1993
- Omlet, Prinz von Telemark. Elgg, Belp 1994
- Tiramisù in Illustrien. Elgg, Belp 1996
- Üxi. Besuch von einem Troll. Elgg, Belp 2007

#### Für Erwachsene
- Überlebenslust. Grafenstein, München 1984
- Bakunin am Lago Maggiore. Uraufgeführt: Stadttheater Bern, 1984
- Ein Stück Natur. Dialektfassung als: E suberi Lösig. Elgg, Belp 1988
- Gounerbluet. Elgg, Belp 1993
- Rouchzeiche. Elgg, Belp 1993
- Im Fischbauch. Elgg, Belp 1998 (Dialektfassung: Im Fischbuuch, 2002)
- Der Clown im Mond. Elgg, Belp 2000
- Arche Titanic. Elgg, Belp 2000
- Hotel Goldtown (deutsch/berndeutsch). Elgg, Belp 2000
- Der Rocky Mountain King. Elgg, Belp 2003
- Omleto. Eine Komödie nach italienischem Rezept. Elgg, Belp 2004
- Wie’s öich nid gfallt. Elgg, Belp 2006
- Centovalli-Centoricordi – Hundert Täler – hundert Erinnerungen (deutsch/italienisch). Elgg, Belp 2012

### Hörspiele/Radiosendungen
- Dem Dichter bleibt zuhanden der Öffentlichkeit nur noch das Verstummen. DRS, 1983
- Ich habe mein Lied zu Ende gesungen. DRS, 1984
- Schweizerin zu sein und Schweizer. DRS, 1985
- Oberassistent Märki. Kurzhörspielserie. DRS, 1991
- Kindergeschichten. DRS, 1995–2004

## Auszeichnungen
- 1971 Gedichtpreis der Stadt Bern
- 1972, 1978 Buchpreis der Stadt Bern
- 1982 Welti-Preis für Überlebenslust
- 1987 Anerkennungspreis der Bernischen Gesellschaft für das Volkstheater